# Sherwood Content
Sherwood Content est le nom d'un lieu-dit de Jamaïque situé dans la paroisse de Trelawny.
Sherwood Content est connu pour être le « village natal » d'Usain Bolt, champion du monde et olympique d'athlétisme.